# Dongseong

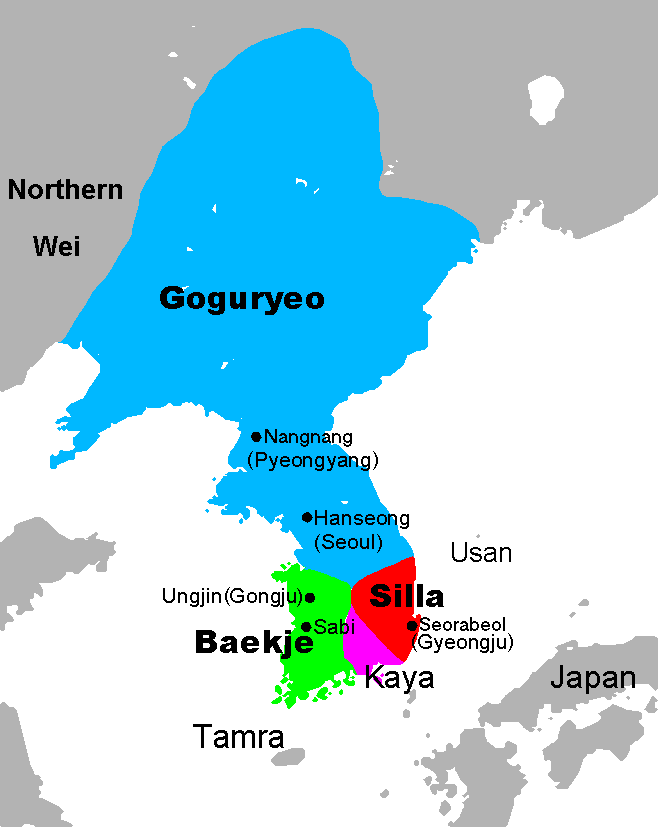

Dongseong (†501) was koning van Paekche of Baekje van 479 tot 501.

## Levensloop
Dongseong was de kleinzoon van koning Gaero en de zoon van Buyeo Gonji. Koning Gaero stierf bij de overrompeling van het land door de noordelijke buurstaat Koguryo. In 475 werd de hoofdstad Hanseong (tegenwoordig Seoel) veroverd en verplaatst naar Ungjin (tegenwoordig Gongju). Gaero werd opgevolgd door zijn zoon Munju, broer van Buyeo Gonji. Munju was een zwak heerser. Generaal Hae Gu van Baekje maakte van de situatie gebruik om in 477 Munju en Buyeo Gonji uit te schakelen en de twaalfjarige zoon van Munju, Samgeun op de troon te zetten. In 478 werd generaal Hae Gu vermoord en in 479 stierf Samgeun. Hij werd opgevolgd door zijn neef Dongseong.
Dongseong leefde in zijn jonge jaren in ballingschap in Japan. Eenmaal aan de macht probeerde hij zoveel mogelijk verbonden te sluiten om vanonder het juk van Koguryo te komen. In 484 hernieuwde hij de samenwerking met de Zuidelijke Qi-dynastie van China en in 494 huwde hij met een prinses van het naburige Silla.
Zijn onverschillige houding tijdens de grote hongersnood in 499 bracht hem in diskrediet en in 501 werd hij door zijn entourage vermoord. Hij werd opgevolgd door zijn zoon Muryeong.